# Charaktêres

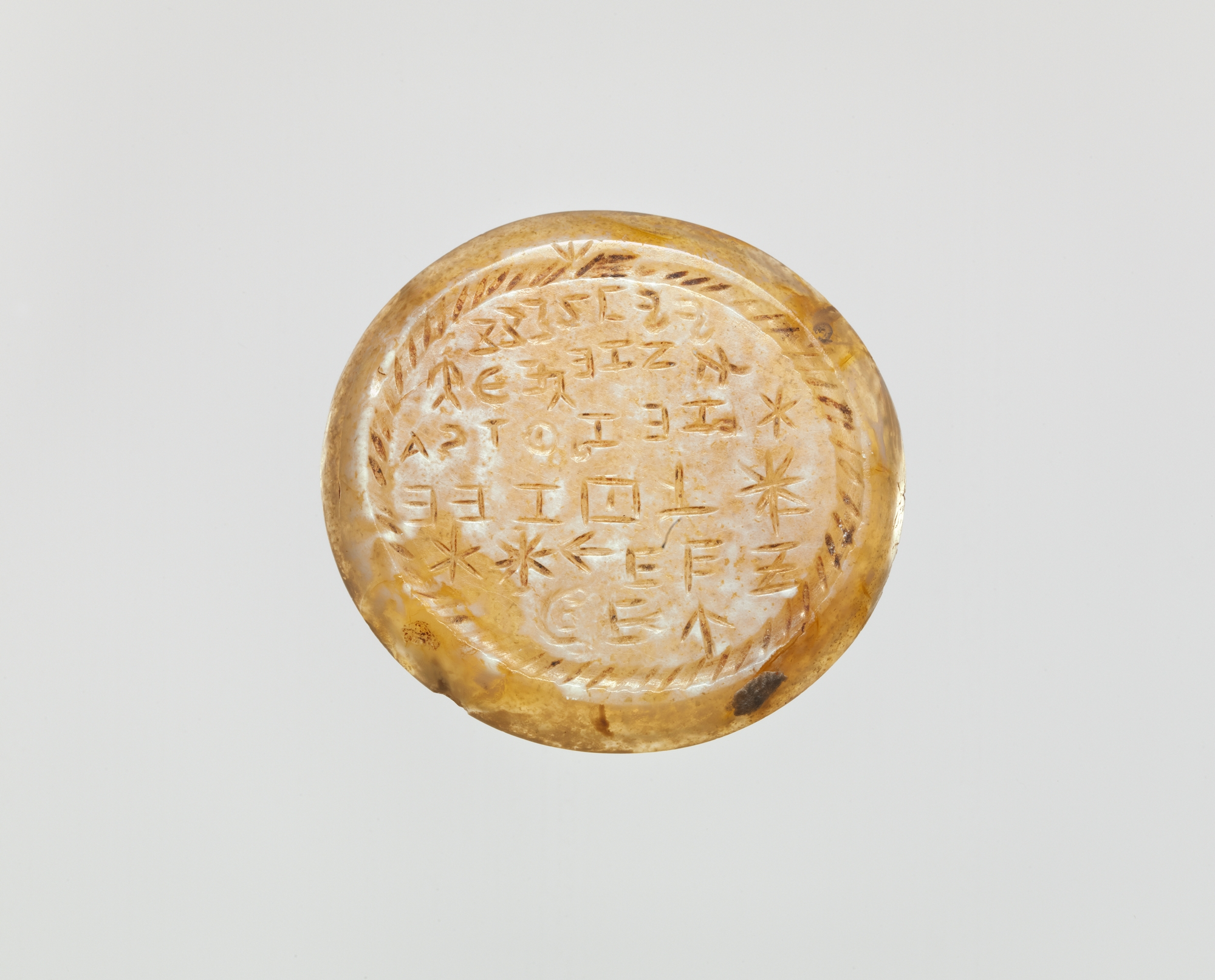
Onyx-Intaglio mit Charactêres und griechischen Buchstaben (2./3. Jahrhundert)

Als Charaktêres (Singular Charaktêr; altgriechisch χαρακτήρ, lateinisch charactē̆r) werden in der Altertumswissenschaft nicht-alphabetische, buchstabenähnliche Zeichen ohne bekannte Bedeutung bezeichnet, die als Teil magischer Texte erscheinen.
Ähnliche Zeichen in Texten des Mittelalters, die sich teilweise auf antike Vorbilder zurückführen  lassen, werden ebenfalls als Charaktêres bezeichnet.
Magische Symbole in neuzeitlichen Kontexten, insbesondere solchen, die sich einem bestimmten magischen System zuordnen lassen wie etwa dem des Agrippa von Nettesheim, werden eher als Sigillen bezeichnet.
Allgemein und unabhängig von spezifischen Kontexten spricht man auch von Zauberzeichen.
Im Rahmen einer von Kai Brodersen und Joachim Quack betreuten Dissertation untersuchte und katalogisierte Kirsten Dzwiza einen Korpus von 87 Zauberschriften aus dem Zeitraum vom 1. Jahrhundert v. Chr. bis zum 7. Jahrhundert n. Chr. mit vorwiegend griechischen, aber auch demotischen und koptischen Texten. Bei dem von ihr untersuchten Material handelte es sich nicht um einzelne Artefakte (zum Beispiel Fluchtafeln aus archäologischen Funden), sondern um Anweisungen zur Herstellung solcher Artefakte im Rahmen einer magischen Operation.
Von 152 derartigen Artefakten enthielten 42 Charaktêres. Weiterhin katalogisierte und typologisierte sie 699 unterschiedliche Zauberzeichen, die 943-mal auftraten, und fasste sie in 9 Gruppen zusammen:
| Gruppe | Bezeichnung           | Beschreibung | Beispiel |
| ------ | --------------------- | --- | -------- |
| 1      | Kringel               | kleine kreisförmige Elemente am Ende von Linien |          |
| 2      | Kugeln                | kreisförmige, nicht verbundene Elemente, jedoch keine einzelnen Kreise (dies gehören in Gruppe 4)                                                       |          |
| 3      | Punkte                | |          |
| 4      | geschlossene Elemente | Kreise, Rechtecke (evtl. mit Unterteilungen) |          |
| 5      | Striche               | separate Striche oberhalb oder unterhalb von Zeichen, die oft griechischen Buchstaben gleichen, jedoch nicht als Wortbestandteile gelesen werden können |          |
| 6      | Elemente              | Zauberzeichen, die ausschließlich aus Linienelementen zusammengesetzt sind und keiner der vorherigen Gruppen zugeordnet werden können                   |          |
| 7      | kleine Elemente       | |          |
| 8      | Hieroglyphen          | hieroglyphenähnliche Zeichen |          |
| U      | unklare Zuordnung     | |          |

Da die Gruppierung aufgrund rein geometrischer Kriterien erfolgt, kann sie auch auf Zauberzeichen allgemein angewandt werden.